# Katja Rosin
Katja Rosin (* 18. Juli 1980 in Brandenburg an der Havel) ist eine deutsche Schauspielerin, Sprecherin und Theaterpädagogin.

## Leben

### Ausbildung
Katja Rosin wuchs in Berlin auf. Nach dem Abitur und einem Redaktionsvolontariat in einer Filmproduktion begann sie 2000 ein Schauspielstudium an der Berliner Schule für Schauspiel, das sie 2004 abschloss. Workshops besuchte sie bei Dieter Wardetzky, Mel Churcher und Robert Castle. Während des Studiums spielte sie beim Sommertheater Ahrenshoop.

### Theater
In der Saison 2005/06 war sie in Schillers Die Räuber unter der Regie von Alejandro Quintana zu sehen. 2007 stand sie am Volkstheater Rostock in Die kleine Meerjungfrau in der Titelrolle auf der Bühne. Von 2010 bis 2014 war sie am Theater an der Effingerstrasse in Bern engagiert, wo sie unter anderem als Roswitha in Effi Briest, als Krista, Katharina und Yolanda in einer Bühnenfassung von Angst essen Seele auf, als Warja in Tschechows Der Kirschgarten und als Anna in Der Vorname von Alexandre de La Patellière und Matthieu Delaporte auf der Bühne stand. Von 2011 bis 2013 spielte sie auch am Landestheater Coburg, beispielsweise die Jihanne in Verbrennungen, Lina in Michel aus Lönneberga und Fräulein Pfeffer in Der Lebkuchenmann von David Wood.
2014 gründete sie eine Familie, 2016 absolvierte sie eine Ausbildung zur Theaterpädagogin am Sozialpädagogischen Institut Berlin und arbeitete an Berliner Schulen und Bildungseinrichtungen, für das Goethe-Institut und für Theater. Mit der Spielzeit 2017/18 übersiedelte sie nach Naumburg an der Saale, wo sie als Kristin in Strindbergs Fräulein Julie am Theater Naumburg zu sehen und als Theaterpädagogin und Dramaturgin tätig war.

### Film und Fernsehen
Im auf der Berlinale 2005 vorgestellten Film Weltverbesserungsmaßnahmen war sie als Hanka Novak zu sehen. 2007 verkörperte sie in der Folge Miss-Wahl der ZDF-Krimireihe Wilsberg die Rolle der Margo und lieh im indischen Sportfilm Chak De! India – Ein unschlagbares Team der Figur Nikola in der deutschen Fassung die Stimme. In der Folge Albrecht der Entartete – Das schwarze Schaf der Wettiner der MDR-Dokumentationsreihe Geschichte Mitteldeutschlands stellte sie 2008 Kunigunde von Eisenberg dar. 2009 war sie im ZDF-Fernsehfilm Die Ex bin ich von Katrin Rothe als Susanne zu sehen.
Von Folge 3451 (21. September 2020) bis Folge 3749 (3. Januar 2022) übernahm sie die Rolle der Selina von Thalheim in der ARD-Telenovela Sturm der Liebe.

## Filmografie (Auswahl)
- 2005: Weltverbesserungsmaßnahmen – Sorbischer Euro
- 2005: Alphateam – Die Lebensretter im OP (Fernsehserie, eine Episode)
- 2007: Wilsberg: Miss-Wahl
- 2007: Chak De! India – Ein unschlagbares Team (Stimme)
- 2008: Geschichte Mitteldeutschlands – Albrecht der Entartete – Das schwarze Schaf der Wettiner
- 2009: Die Ex bin ich (Fernsehfilm)
- 2010: Basim
- 2014: Go with Le Flo
- 2020–2022: Sturm der Liebe (Fernsehserie)